# Beleg van Groenlo (1597)

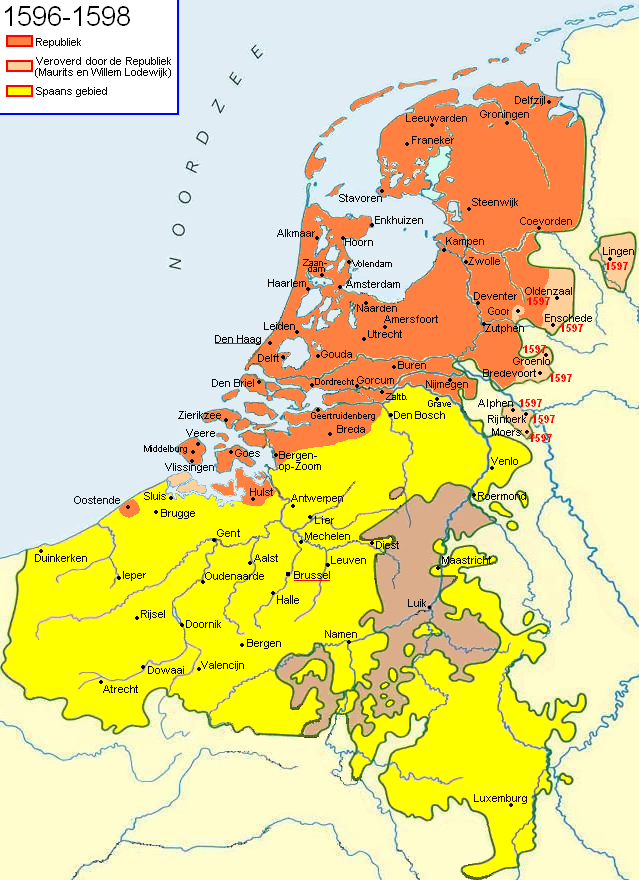
Het frontverloop van de Tachtigjarige Oorlog rond 1597

Het Beleg van Grol in 1597 was een belegering van de veste Grol, tegenwoordig Groenlo geheten, door het Staatse leger onder leiding van Maurits van Nassau (de latere prins van Oranje), ten tijde van de Tachtigjarige Oorlog. Het beleg duurde van 11 tot 28 september, waarna Grol werd ingenomen door de belegeraars. Het beleg was onderdeel van Maurits' veldtocht van 1597, een van Maurits' succesvolle offensieven tegen de Spanjaarden tijdens zijn Tien Jaren.
In 1595 had Maurits Grol ook belegerd, maar toen had de oude veldheer Cristóbal de Mondragón met zijn leger de inname van Grol nog weten te voorkomen. Na het overlijden van Mondragon in 1596 wist Maurits Grol in 1597 wel in te nemen voor de Republiek. Grol zou daarna in Staatse handen verkeren tot het het Beleg van Grol in 1606 door Ambrosio Spinola.

## Voorgeschiedenis
De vestingstad Grol was een kleine, maar relatief belangrijke stad in het oosten van de Republiek, met name door zijn ligging aan de grens met de Duitse gebieden. Het had een strategische plek op de handelsroute tussen Duitsland en de Nederlandse Hanzesteden, zoals Deventer en Zutphen. Grol was gelegen in een moeilijk bereikbare regio met bossen en moerassen, en de stad was door de jaren heen steeds verder uitgebouwd tot een versterkte vesting met een stadsgracht, bolwerken, stadsmuur en kanonnen. Grol was een versterkte plek van waaruit de omgeving gecontroleerd en geplunderd kon worden. Sinds 1580 was Grol al in Spaanse handen en het fungeerde als garnizoensplaats voor het Leger van Vlaanderen.
Maurits van Nassau was begonnen aan een offensief tegen Alexander Farnese, de hertog van Parma, om de steden in Spaanse handen terug te veroveren. Van 1590 tot 1593 werden zo onder andere Breda, Deventer en Zutphen terug gewonnen voor de Republiek. De steden in het oosten zouden volgen, te beginnen bij de moeilijk in te nemen stad Grol. In 1595 probeerde Maurits Grol te belegeren en in te nemen, maar Mondragon trok zijn leger vanuit Antwerpen om de confrontatie met Maurits aan te gaan. Maurits wilde een bloedige veldslag vermijden en trok zijn leger rond Grol terug. Twee jaar later, na de dood van Mondragon, kon Maurits ongestoord opnieuw aan zijn beleg beginnen.

## Samenstelling van het Staatse leger

#### Voorhoede
De voorhoede (avant-garde) van het leger bestond uit
- Edmont met 3 vanen (rond de 60 paarden) ruiterij uit Nijmegen (samen 200 paarden)
- de vanen van Onsten, Batenburch en Smeltsing (200 paarden)
- en verder 1820 Friese soldaten.

#### Hoofdmacht
De hoofdmacht (bataille) van het leger bestond uit:
- de vanen Marcel Bax, zijn broer en Stakenbroek (235 paarden)
- de vanen van Louys Laurens, Herauguier en Merwe (150 paarden)
- de compagnieën van Van der Noot en de graaf van Hohenlohe (300 man)
- dertien vendels (een soort compagnieën) Engelse soldaten (1100 man)
- vijf vendels infanterie van Duyvenvoorde (550 man)
- en vijf vendels soldaten van Brederode (500 man).

#### Achterhoede
De achterhoede (arrière) was samengesteld uit:
- vijf vendels onder leiding van de graaf van Solms (480 man)
- twaalf vendels Schotse troepen (1250 man)
- de vanen cavalerie van Du Bois, Conteler en Wagemans (2320 paarden)
- de vanen van de Drost van Salland en de Engelse officieren Vere, Parker en Sidney (225 paarden)
- en ten slotte de vanen ruiterij van Risoir, Maurits van Nassau en zijn halfbroer graaf Frederik Hendrik (180 paarden).

Al met al bestond Maurits' leger uit ongeveer 1420 ruiters en 6000 mannen te voet, en verder nog matrozen, heren, officieren en ander gevolg van het leger. De samenstelling was dezelfde als Maurits bij het begin van zijn veldtocht had samengesteld.

## De belegering

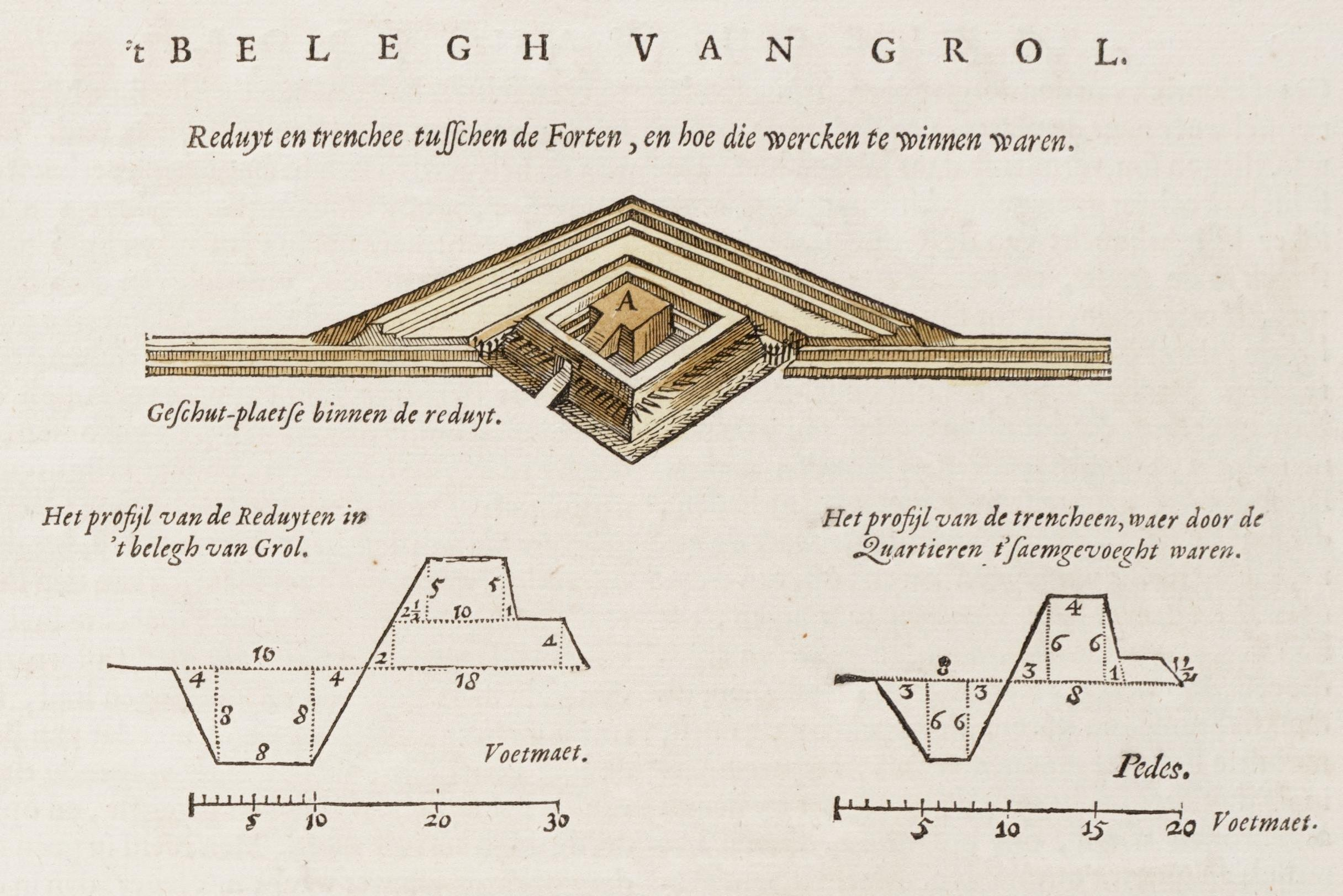
Schematische weergave van een 'reduit' (vluchtschans) en 'trenchee' (loopgraaf)
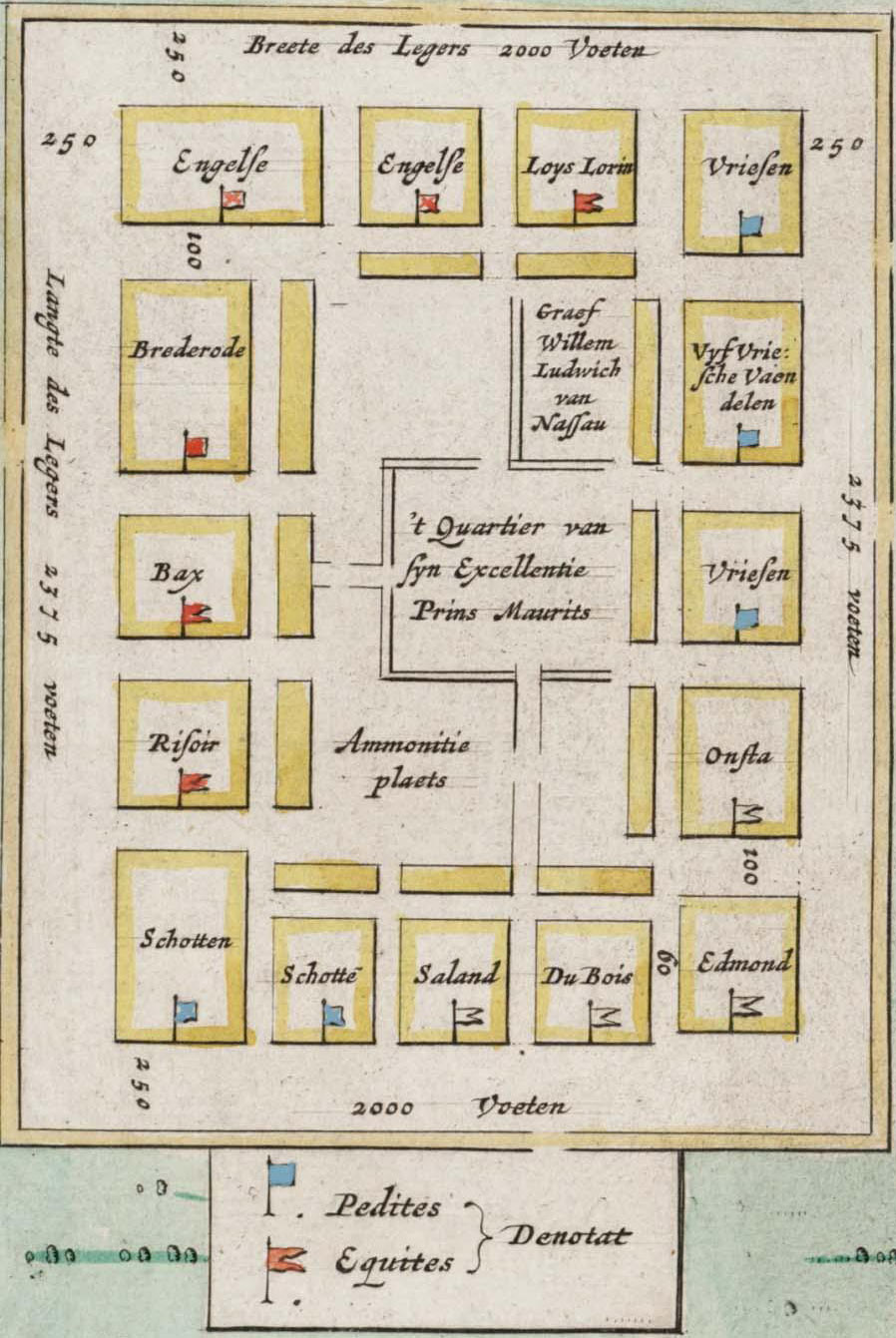
Het kamp van Maurits van Nassau
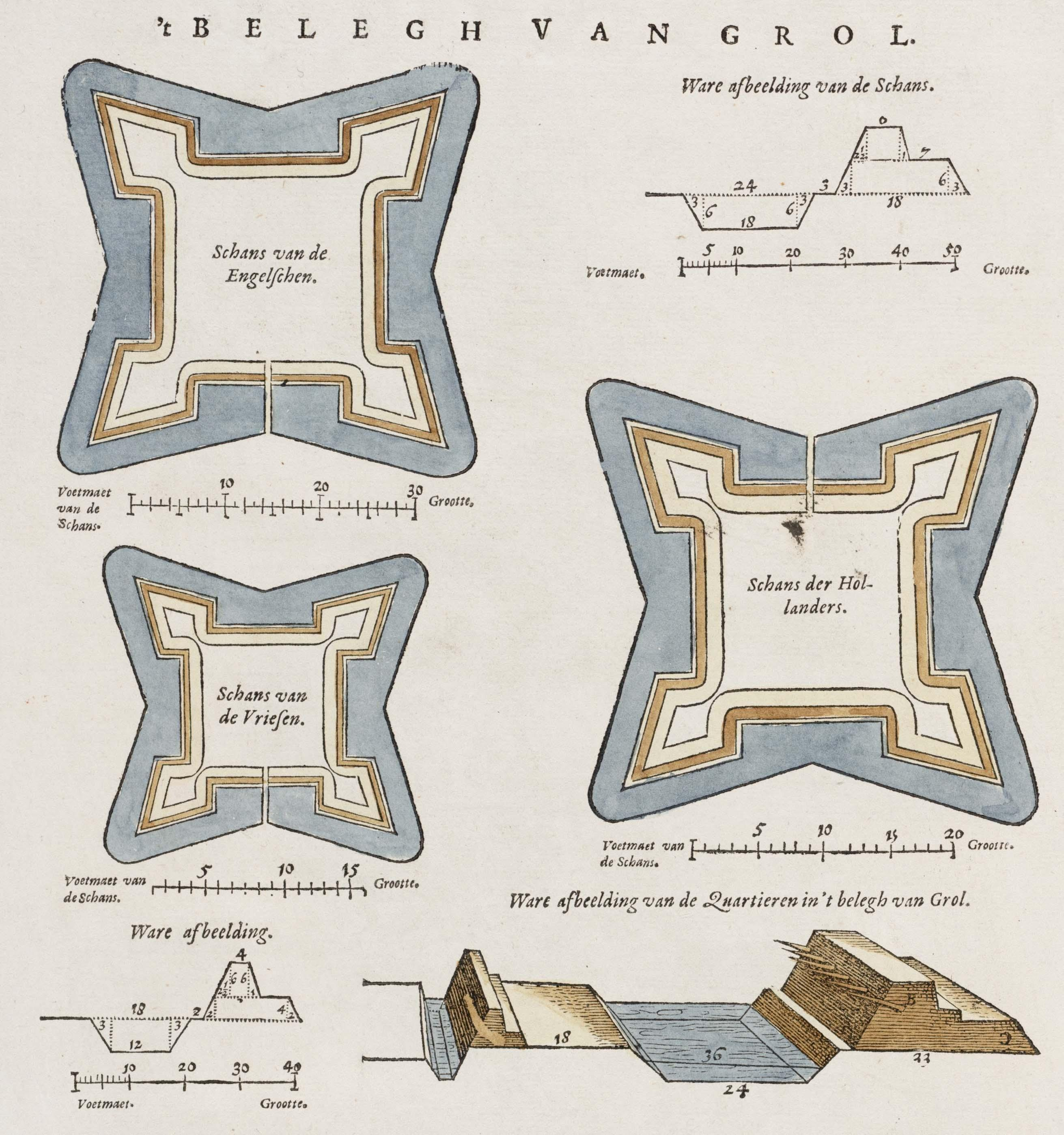
Schematische weergave van de schansen en kwartieren voor de Engelse, Friese en Hollandse troepen tijdens het beleg van 1597
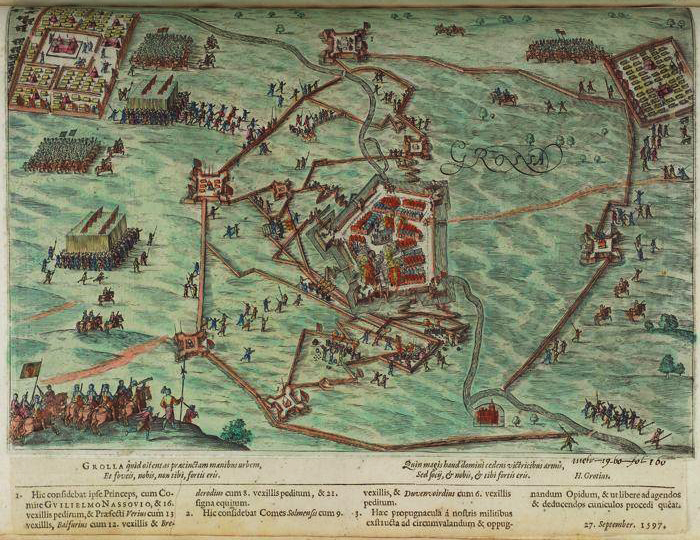
Weergave van het beleg

Op 1 augustus verliet Maurits Den Haag om aan zijn veldtocht in het oosten van de Republiek te beginnen. Tijdens deze veldtocht verovert Maurits achtereenvolgens Rijnberk (20 augustus) en Meurs (3 september). Kort na de inname van Meurs ontvangt Maurits het bericht dat graaf Frederik van den Bergh een inval in de Zevenwouden heeft gedaan met troepen uit Lingen en andere plaatsen. Maurits besluit hierop om eerder de Rijn over te trekken, wat op 8 september geschiedde. Na ook de Lippe overgestoken te hebben kwam Maurits en de voorhoede van zijn leger op de 11e september voor Grol.
Het leger, bestaande uit Engelse, Friese en Hollandse troepen, was 8 regimenten infanterie en 7 regimenten cavalerie sterk, samen meer dan 6000 man en 1400 paarden. De colonne wagens met voorraad en proviand, de zogeheten 'legertrein', was meer dan 20 kilometer lang. 
Het kamp dat in rap tempo werd opgeslagen voor de infanterie was over 650 meter breed en 800 meter lang. Het regende hard en tot 13 september waren de manschappen druk met het optrekken van hutten en graven van de gracht rond het kamp. In de stad Grol was een Spaans garnizoen gelegerd, 800 'knechten' en 3 kornetten ruiters, onder leiding van graaf Jan van Stirum. Zonder hinder van Mondragon deze keer, begon Maurits aan het maken van schansen en op de avond van de 13e september werd begonnen met het graven van zigzaggende loopgraven (approches) richting de stad. Maurits slaagde erin om het water van de stadsgracht af te tappen, hoewel er dikwijls aanvallen vanuit Grol waren om dit te verhinderen. De stad werd door kanonnen beschoten met vuurballen, waardoor zeker 60 huizen in Grol in vlammen opgingen.

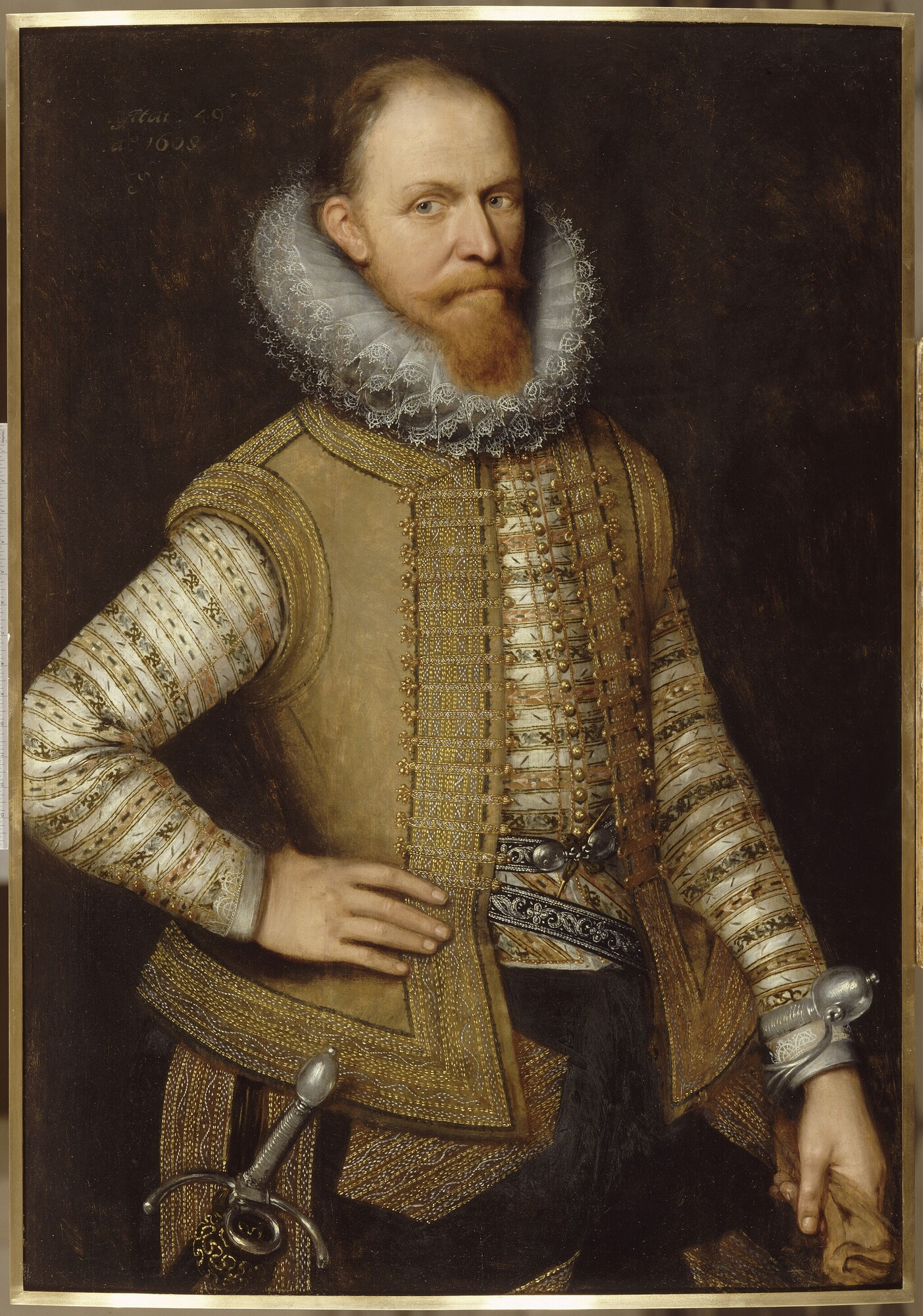
Maurits

Op de 26e was Grol volledig omsingeld en waren op 24 plekken galerijen tegen de stadsmuur gebouwd om deze te beklimmen. Van Stirum besloot toen tot onderhandelen over de overgave van Grol aan het Staatse leger. Van Stirum, op voorstel van zijn ritmeester Boetbergen en hopman Cortenbach, praatte over een vrije aftocht voor paarden, geschut, vendels, wapens en bagage, maar Maurits wilde slechts het vertrek van wapens en bagage toestaan. Cortenbach verklaarde op 27 september dat zijn ruiters liever stierven dan dat ze hun paarden zouden afstaan. Ook wilde men niet zwaarder behandeld worden dan het personeel in het pas ingenomen Rijnberk. Maurits weigerde, maar gedeputeerden van de Raad van State gaven toe. De troepen in Grol, alsmede de inwoners die wensten onderdaan van Filips II te blijven, mochten de stad in vrede verlaten. Zij moesten echter beloven 3 maanden geen krijgshandelingen uit te voeren aan deze zijde van de Maas. Grol zelf kwam gehavend uit de strijd, wel tachtig huizen waren verbrand. De stad was vuil en er stond, op het klooster en kerk na, geen enkel stenen huis meer. Op 28 september trokken de compagnieën van Maurits, Willem Lodewijk en de Hohenlohe de stad binnen om deze te bezetten. Die avond dineerde Van Stirum met Maurits, zoals gebruikelijk na een beleg en overgave op voorwaarden. De Heer van Dort werd door Maurits tot gouverneur van Grol gemaakt.

## Nasleep

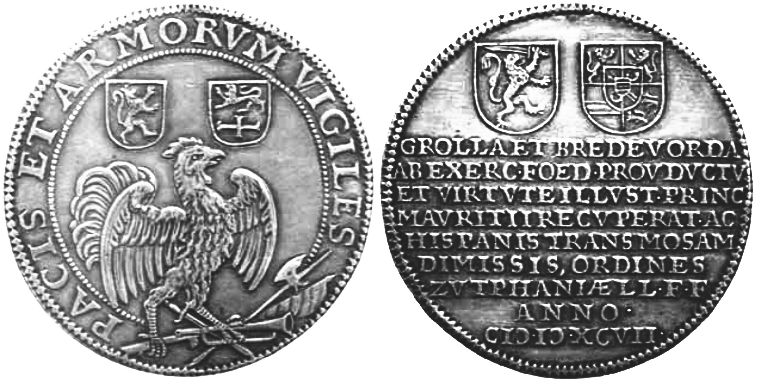
Verovering van Bredevoort en Groenlo. De Staten Generaal en het Graafschap Zutphen lieten na Maurits' veldtocht diverse herinneringsmunten slaan.

De volgende middag trok Maurits verder, waarbij hij Bredevoort op 9 oktober innam en dat na een ongeluk op 20 huizen na afbrandde. Maurits was daar zeer ontstemd over, maar zag er anderzijds een afschrikwekkend voorbeeld in voor andere steden die op zijn verlanglijst stonden. Daarna trok hij noordwaarts en nam Enschede (18 oktober), Ootmarsum (21 oktober), Oldenzaal (23 oktober) en Lingen (13 november) in. Zijn successen betekenden een grote overwinning voor de Republiek, waar gesproken werd over het sluiten van 'de tuin van de Republiek'.
Grol zou in 1606 heroverd worden door de Spanjaarden onder leiding van Ambrosio Spinola. Daarna zou het meer dan twintig jaar duren voordat Grol definitief onder Staats bestuur kwam.
1580: Inname van Groenlo door Rennenberg · 
1595: Maurits I · 
1597: Maurits II · 
1606: Spinola en Maurits III · 
1627: Frederik Hendrik · 
1672: Bernhard von Galen